# قلعه ایرج
قلعه ایرج دژی باستانی مربوط به دوره ساسانی است و در شهرستان ورامین، دهستان بهنام و و در نزدیکی روستای عسگرآباد عباسی (ضلع شمالی بزرگراه ورامین-تهران) جای گرفته‌است. این اثر در تاریخ ۱۱ شهریور ۱۳۸۲ با شمارهٔ ثبت ۹۸۳۵ به‌عنوان یکی از آثار ملی ایران به ثبت رسیده‌است. قلعه ایرج به عنوان بزرگترین قلعه خشت خام در جهان، شناخته می‌شود.

## پیشینه
ژان دیولافوا و کلایس، باستان‌شناسان اروپایی در این باره تحقیق کرده‌اند و کلایس در مورد قلعه ایرج آورده‌است که درازای شمالی - جنوبی قلعه ایرج ۱۲۱۴ متر و پهنای خاوری - باختری آن ۱۱۵۰ متر است که با هیچ‌یک از قلعه‌های خشتی و تاریخی جهان قابل مقایسه نیست.
به باور عموم، قلعه ایرج همان دژ وارنا است که در وندیداد نام آن آمده‌است. اعتمادالسلطنه در کتاب مرآت البلدان و جرج کرزن در سفرنامه اش قلعهٔ چهارگوش ایرج را با دژ وارنا که در اوستا آمده‌است برابر دانسته‌اند.
 «چهاردهمین کشور با نزهت که من اهورا مزدا آفریدم وارنای چهارگوش است، زادگاه فریدون، قاتل اژی‌دهاک.»— وندیداد، اوستا
همچنین چون ایرج نام فرزند فریدون بوده‌است احتمال این که قلعه ایرج همان وارنا باشد زیاداست. اما مطالعات باستان‌شناسی نشان می‌دهد که این قلعه احتمالاً در دهه‌های پایانی قرن چهارم میلادی یا ربع اول قرن ۵ میلادی ساخته شده‌است. سفال‌های دوره ساسانی و سایر آثار کشف شده حاکی از آن است که در دوره ساسانی مورد استفاده بوده و در همان دوره رها شده‌است. عملکرد این ساختمان قبلاً به عنوان یک شهر، یک قلعه نظامی یا یک باغ شکار برای شکار سلطنتی یا یک عملکرد ممتاز احتمالی دیگر توصیف شده‌است.

## توصیف معماری و کاربری
ابعاد این قلعه بزرگ خشتی در حدود ۱۴۴۰ در ۱۲۸۰ متر است. در چهار سوی این دژ، دروازه‌هایی برای فراهم ساختن امکان درون‌نشد و برون‌نرفت از آن ساخته شده‌است. امروزه از چهار دروازه آن، تنها دروازه اصلی باقی‌مانده‌است. تنها دیوار دارای پهنایی نزدیک به ۱۷ تا ۲۲ متر و بیشترین بلندای آن ۱۶ متر است. نمای بیرونی دیوار در چهارسو ۱۴۶ برج و نیم دایره ای دارد که میان بازه هر دو برج با چهار تاق‌نما تزئین شده که این تاق‌نما در برخی بخش‌ها به گونه دو سطحی است. جمعیتی بین ۲۰۰۰ تا ۶۰۰۰ نفر می‌توانست در دیوارها جای بگیرد. با وجود این تمرکز قوی معماری بر روی دیوارها، هیچ فضای دائمی در محوطه داخلی وجود نداشته‌است.

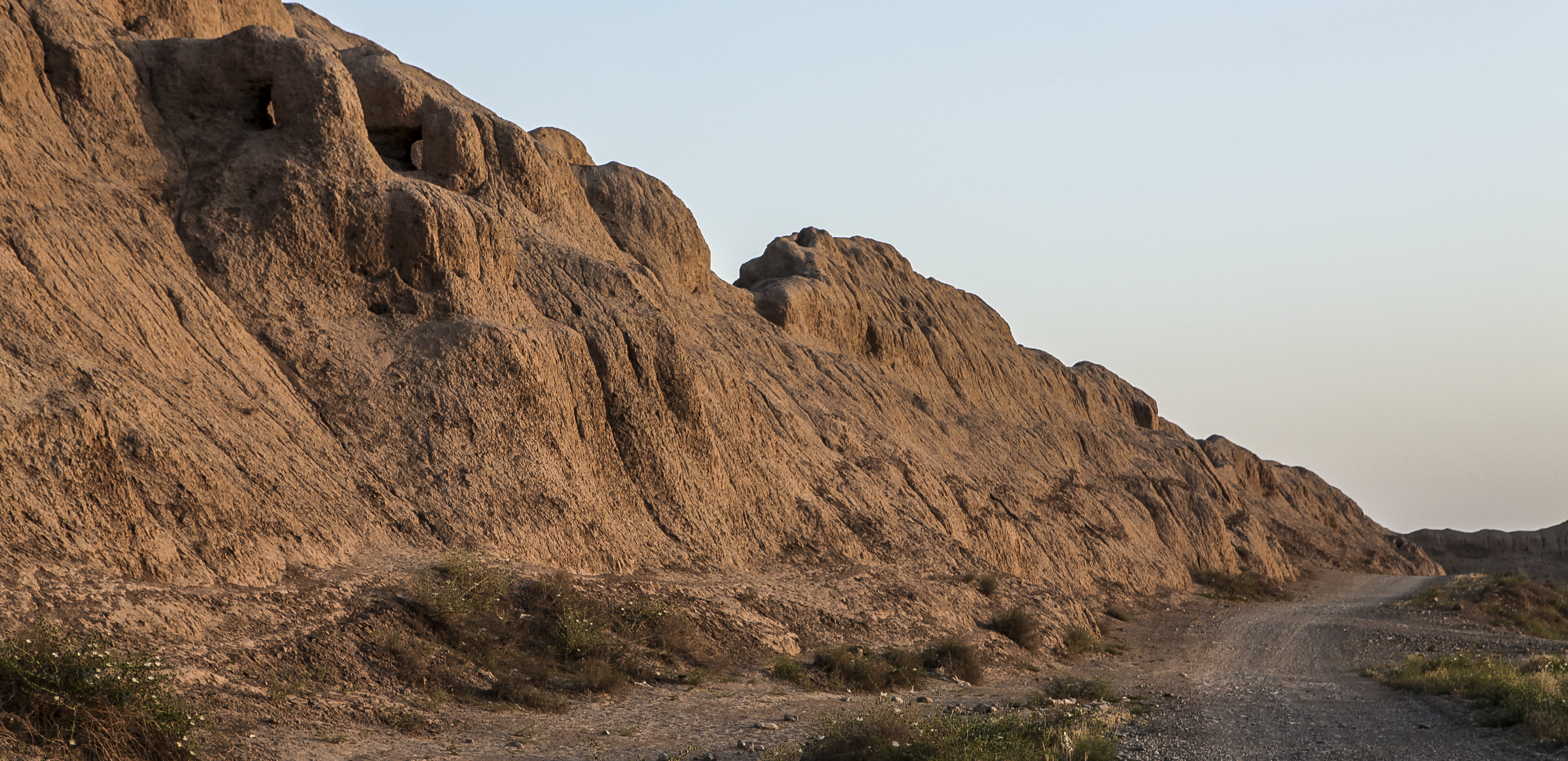
دیوارهای فرسوده
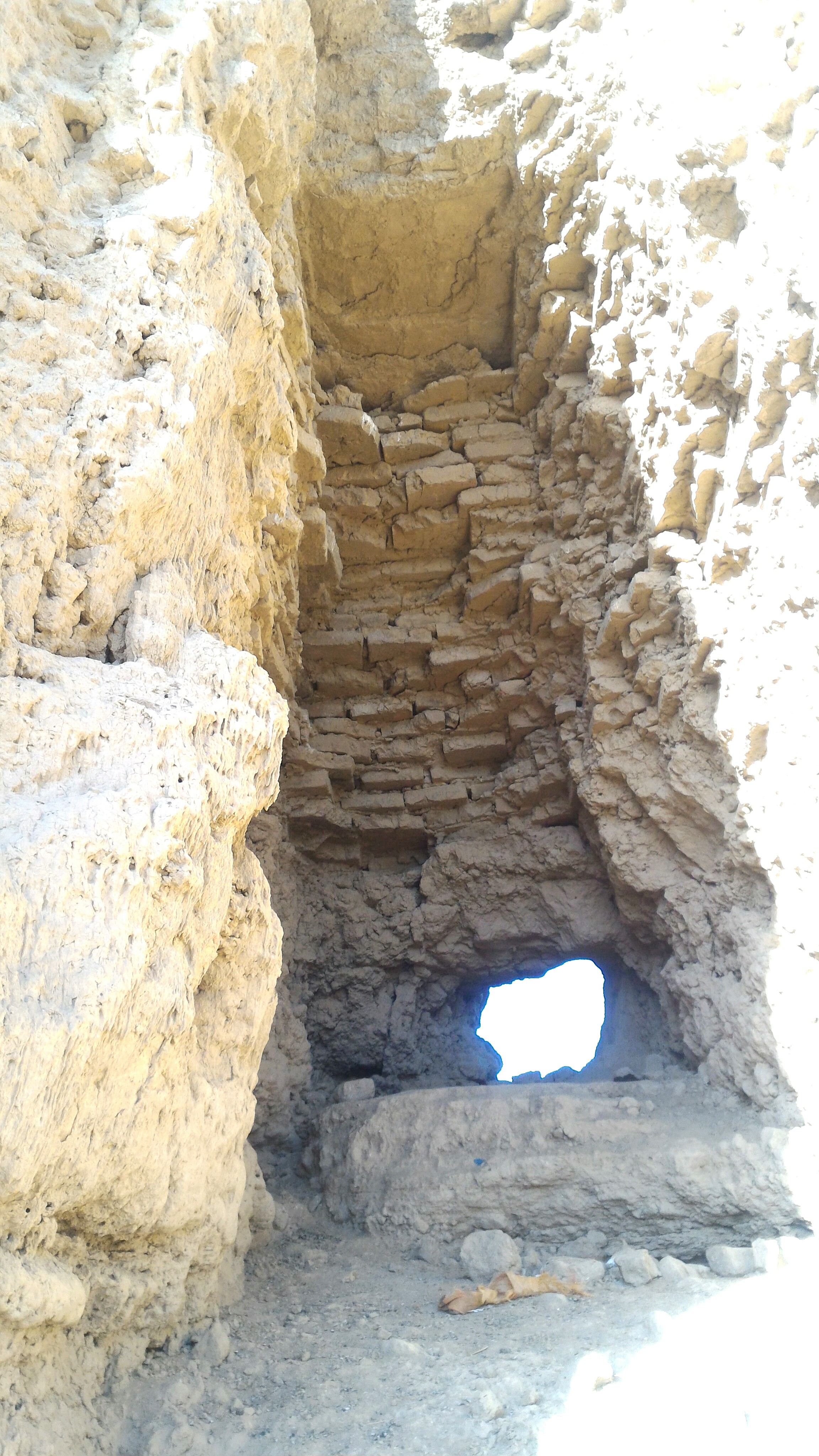
باقی‌مانده‌های یک اتاق در دیوار شمالی
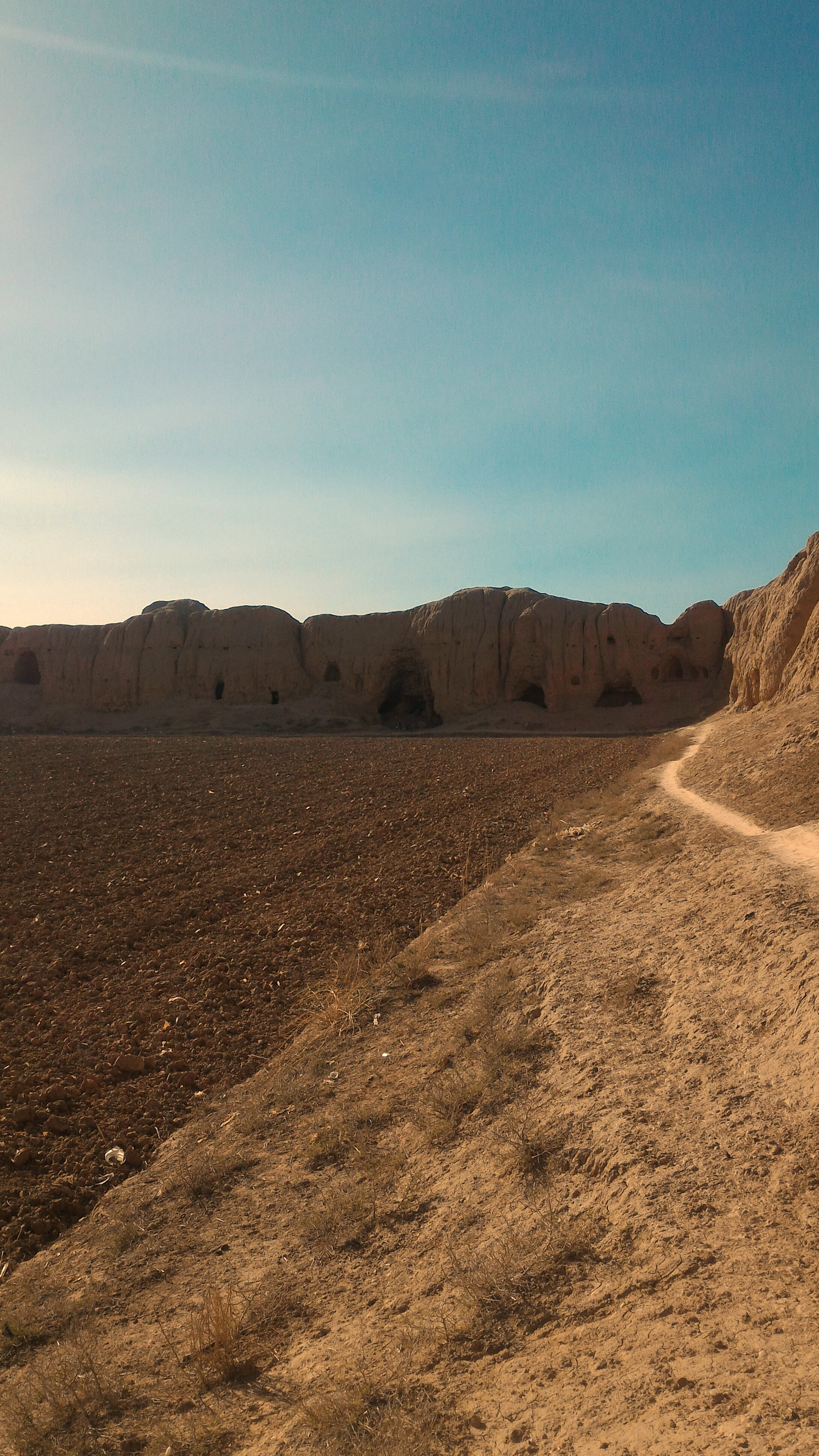
باقی‌ماندهٔ چند اتاق در قسمت شمالِ غربی قلعه

مصالح به کار رفته در آن خشت و گل است و به بزرگترین قلعه خشتی و گلی دفاعی ایران معروف است. درون دیوارهای کلفت دژ ایرج راهروهایی پیش‌بینی شده که برجک‌های دیده‌بانی را به هم پیوند می‌داده‌است. ملات دیوارها از خشت و آجر است. در پهنه بیرونی دژ نیز سنگرهایی قرار دارد.
قلعه ایرج بزرگترین استحکام دائمی قبل از دوران معاصر و غیر شهری در جنوب غربی آسیا، اروپا و آفریقا است. سایر ساختارهای نظامی مشابه بسیار بزرگ، زادیان، افغانستان امروزی و اردوگاه محاصره اولیه ساسانیان در هترا، عراق امروزی است. طرح کلی قلعه ایرج، یعنی استحکامات عظیم و فضای داخلی خالی گسترده، شبیه به پایگاه‌های نظامی ساسانی مانند قلعه پل‌گنبد در دشت گرگان و تورپاخ‌قلعه در نزدیکی دربند است. نمونه دیگر، قلعه خرابه در نزدیکی دیوار بزرگ گرگان است که دو ردیف مرتب چادرها با راهروهای گسترده در بین آنها بوده‌است، که نشانگر نقش مشابه محوطه داخلی در سایر پایگاه‌ها است. ساختار مشابه دیگر اواخر قرن سوم قبل از میلاد آخاچان‌قلعه در خوارزم است.

نقش هترا به محوطه وسیع خالی توجه کنید.
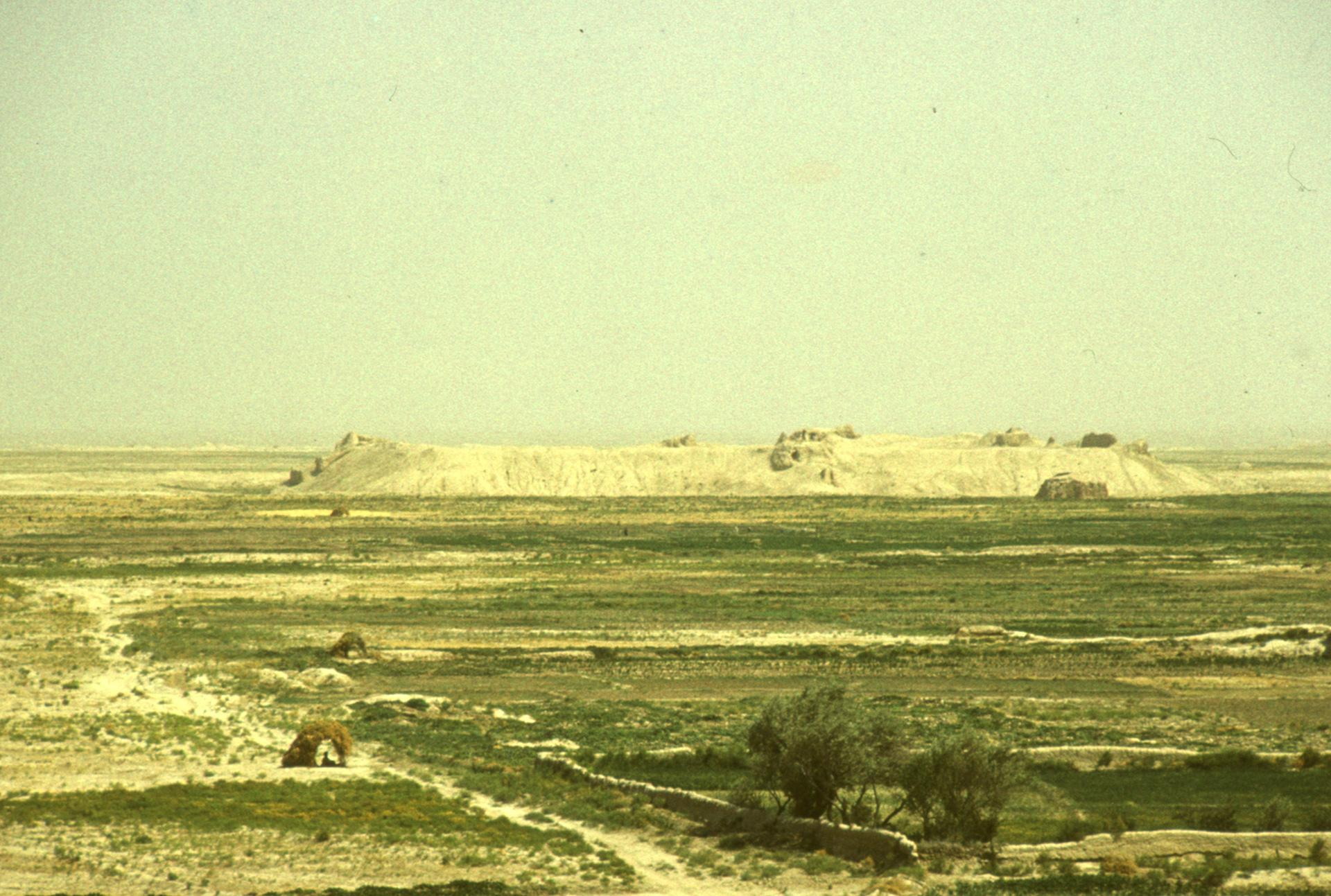
زادیان، افغانستان

در مجموع حدود ۵۰۰۰۰ جنگجو می‌توانستند به راحتی در این سازه ساکن شوند. ممکن است اتاق‌ها، ی دائمی را در خود جای می‌داده‌است، در حالی که فضای داخلی باز موقتاً مورد استفاده بوده‌است.
قلعه ایرج احتمالاً در مقابله با مهاجمان عشایر شمالی ساخته شده بود که برخی مواقع به اعماق قلمرو ساسانی نفوذ می‌کردند. احتمالاً این قلعه عمدتاً به عنوان پایگاه مرکزی برای عملیات نظامی در جاهای دیگر، به ویژه در مرزهای شمالی عمل می‌کرده‌است. بنا ممکن است برای آموزش‌های نظامی یا مجامع نظامی نیز مورد استفاده قرار می‌گرفته‌است. پایگاه ۳۶ هکتاری قلعه‌گبری در نزدیکی گنبد کاووس در همین دوره ساخته شده‌است؛ بنابراین هر پیش از دیوار بزرگ گرگان ساخته شده‌اند. این پایگاه‌های نظامی ساسانی ممکن است قبل از اینکه مرزهای شمالی با خطوط دفاع ساسانی محافظت شوند، ساخته شده باشند.
منطقه ری از جنبه‌های مختلفی به عنوان یک پایگاه مرکزی مناسب بود. با قرارگیری در مرکز ایران بزرگ و ایجاد ارتباطات مرکزی، همیشه یک منطقه مهم از نظر نظامی بوده‌است. بعلاوه، این پایگاه همچنین پایگاه خاندان قدرتمند مهران در دوره ساسانیان بوده‌است.

## وضعیت کنونی
بخش‌هایی از دیوارها فرسوده شده‌اند و از میان چهار دروازه، امروز تنها دروازه اصلی در جنوب باقی مانده‌است. قلعه ایرج به عنوان بزرگ‌ترین قلعه آجر گلی جهان با ارتفاع ۵۰ پا و مساحت ۲۰۰ هکتار شناخته شده‌است. همچنین این قلعه به علت نگهداری نکردن و افرادی که با کندن با لودر به بهانهٔ تعریض جاده‌های اطراف قلعه یا حفر استخر، به شدت آسیب دیده‌است.
در سال ۲۰۰۸، تلاش‌هایی از سوی سازمان میراث فرهنگی، صنایع دستی و گردشگری ایران برای ثبت آن به عنوان میراث جهانی یونسکو صورت گرفته‌است، اما این تلاش‌ها به دلیل «کاستی‌های جدی» و وضعیت منطقه از جمله فعالیت‌های کشاورزی کشاورزان محلی در داخل محوط قلعه بی‌ثمر ماند.
حفاری‌های غیرقانونی باعث آسیب دیدن قسمت‌هایی از دیوارها شده‌است. در تاریخ ۲۶ مه ۲۰۱۸، حفاری غیرقانونی در دروازه شمالی گزارش شد. مجید ژاله، رئیس سازمان میراث فرهنگی، صنایع دستی و گردشگری شهرستان پیشوا اظهار داشت که سازمان وی فاقد نیروی انسانی کافی برای نگهبانی از قلعه است.

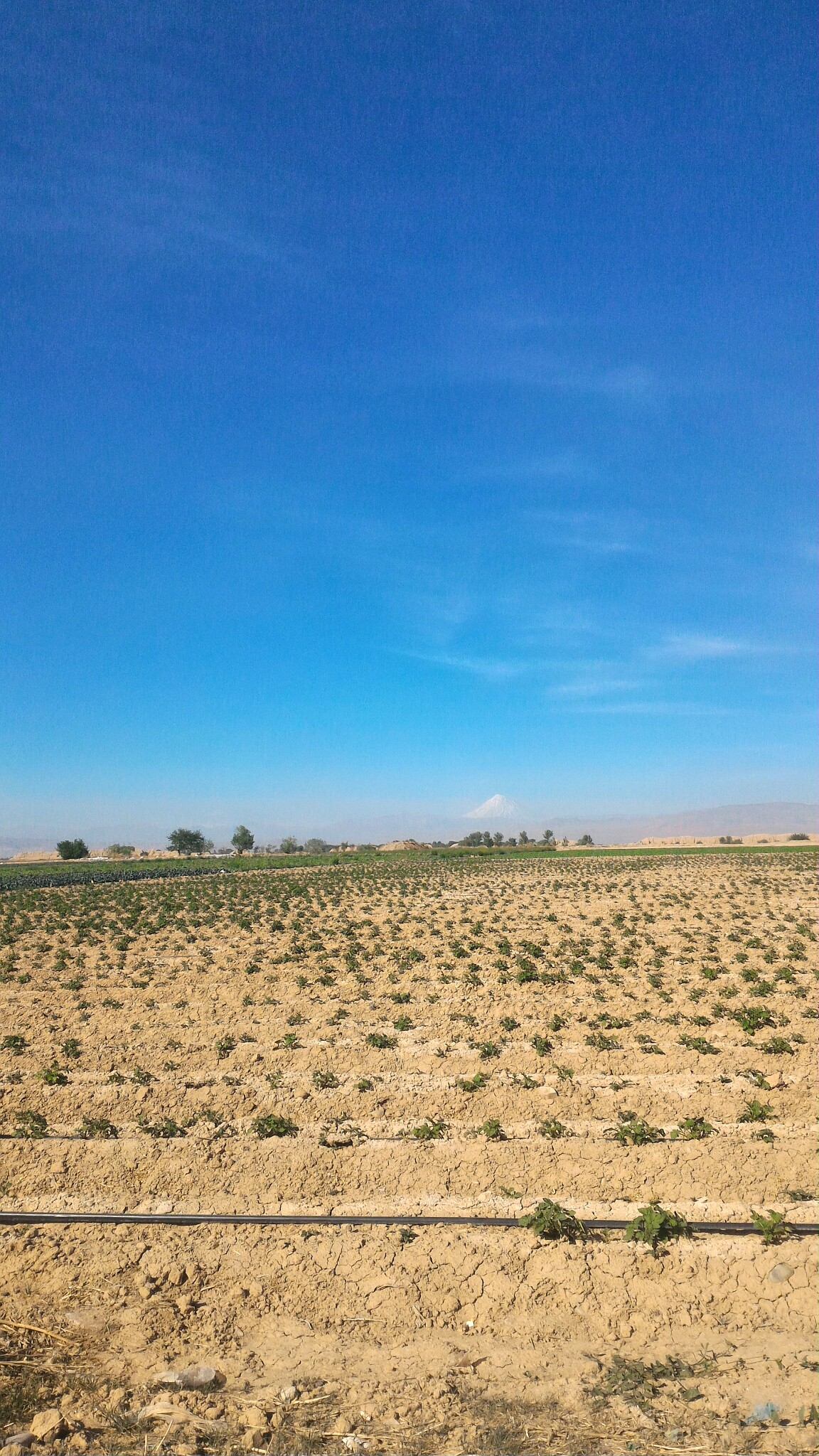
زمین‌های کشاورزی دوران معاصر در داخل قلعه
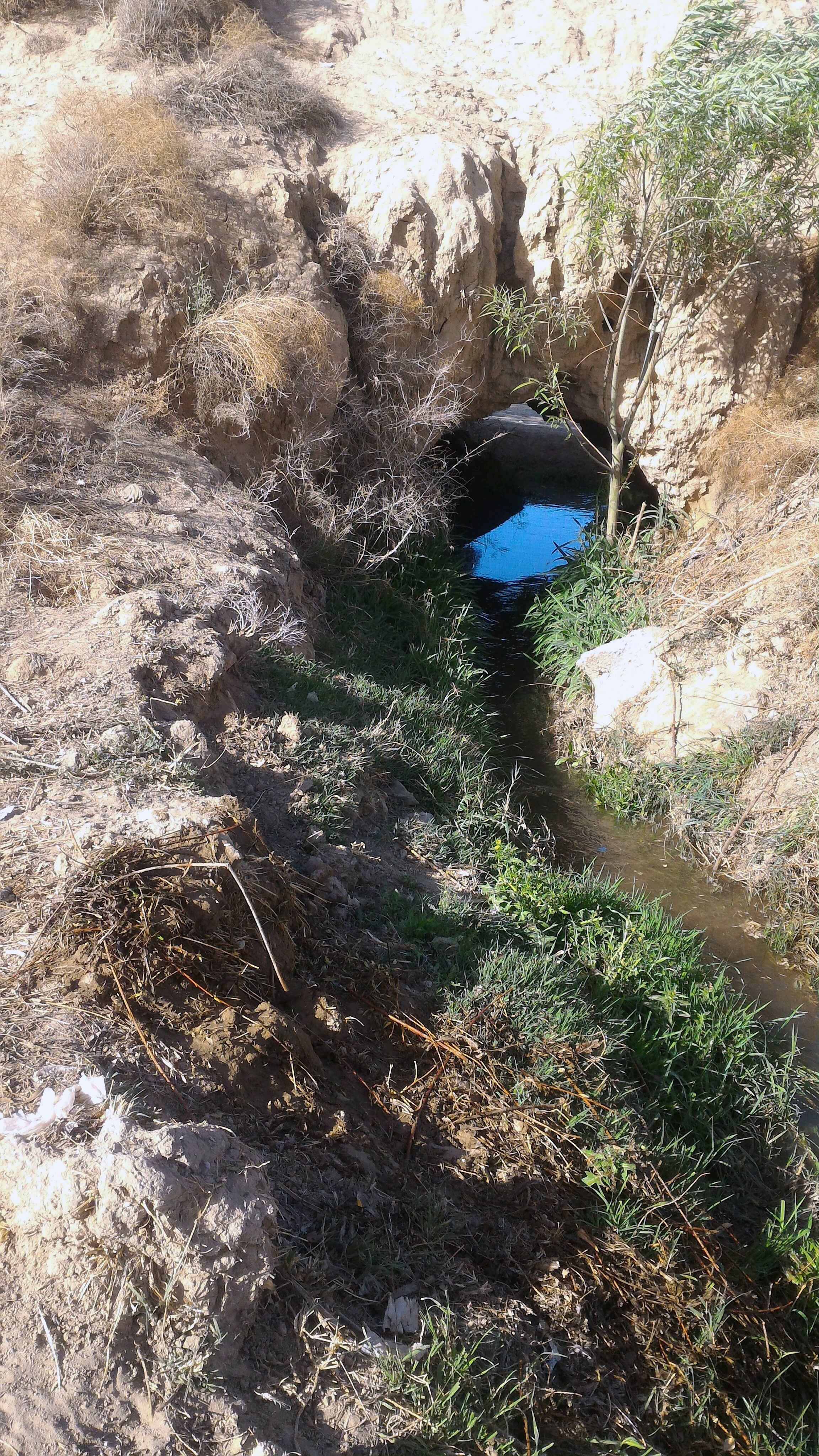
یک کانال آب جدید در مورد استفاده زمین‌های کشاورزی